# Мерл азійський
Мерл азійський (Saroglossa spilopterus) — вид горобцеподібних птахів родини шпакових (Sturnidae). Гніздиться в Гімалаях. Це єдиний представник монотипового роду Азійський мерл (Saroglossa).

## Поширення і екологія
Азійські мерли гніздяться в Гімалаях, на півночі Індії і на півдні Непалу. Зимують на північному сході Індії, в Бангладеш і М'янмі. Азійські мерли живуть в рівнинних і гірських тропічних лісах. Зустрічаються на висоті до 1000 м над рівнем моря.